# 邦茨·恩加拉
邦斯·邦辛加·恩加拉（英語：Bondz Bondzanga Ngala，常寫作N'gala，1989年10月3日—）是一名英格蘭足球運動員，司職中堅，現時效力班列特。

## 生平

### 球會
韋斯咸

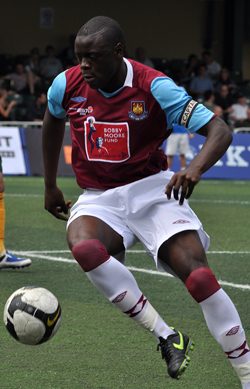
穿上韋斯咸球衣的恩加拉

恩加拉在英格蘭東倫敦紐漢區的福里斯特蓋特（Forest Gate），於2006年簽約加盟韋斯咸。他在2009年9月22日於英格蘭聯賽盃作客1-3負於保頓首次上陣。
韋茅夫
恩加拉一直為韋斯咸的青年隊及預備隊上陣，2008年1月被外借到協會全國聯賽球會韋茅夫汲取經驗，外借期原本直到球季結束，於1月12日首次扳甲上陣對京达米士特，兩無紀錄終場，他在為韋茅夫上陣3場後，於2月初由於管理層變動而提前返回韋斯咸。
米爾頓凱恩斯
2008年11月，恩加拉再獲機會外借到由韋斯咸領隊的舊隊友帶領的英甲球會米尔顿凯恩斯1個月，於11月22日在作客3-0大勝華素爾中首次上陣，於上半場24分鐘後補入替，恩加拉在12月借用期滿前合共為米尔顿凯恩斯上陣3場。他在12月28日主場對史篤城擔任一隊沒有上場的後備。
斯肯索普
2009年10月恩加拉被外借到英冠球會斯肯索普1個月，11月7日於作客1-4負於黑池以後補身份首次上陣，於11月尾返回母會，期間僅獲派上陣兩次。
普利茅夫
2010年3月16日再被外借到英冠護級球隊普利茅夫直到球季結束，韋斯咸預備隊教練阿歷斯·戴亞（Alex Dyer）表示希望其隊長能夠汲取更多出陣經驗及逐漸成長，期間上陣9場。由於借用期間表現出色，降班英甲的普利茅夫於季後將恩加拉收歸旗下，簽約兩年。加盟首季上陣37場及射入1球。
伊奧維
2011年7月4日於普利茅夫首課復操沒有露面，球會證實他將免費轉投英甲球會伊奧維。

## 外部連結
- 足球数据库：邦茨·恩加拉的球员统计数据
- 足球数据库：邦茨·恩加拉的球员统计数据